# Airport Road Addition
Airport Road Addition è un census-designated place degli Stati Uniti d'America, situato nella contea di Brooks dello Stato del Texas.

## Geografia fisica
Airport Road Addition è situata a 27°13′12″N 98°05′59″W (27.219966, -98.099610). La comunità si trova circa tre miglia a est di Falfurrias tra la State Highway 285 e la FM 2191 nel nord-est della contea di Brooks.
Secondo lo United States Census Bureau, ha un'area totale di 2,1 miglia quadrate (5,4 km²).

## Società

### Evoluzione demografica
Secondo il censimento del 2000, c'erano 132 persone, 42 nuclei familiari, e 39 famiglie residenti nella città. La densità di popolazione era di 62,5 persone per miglio quadrato (24,2/km²). C'erano 45 unità abitative a una densità media di 21,3 per miglio quadrato (8,2/km²). La composizione etnica della città era formata dal 76,52% di bianchi, lo 0,76% di afroamericani, il 21,97% di altre razze, e lo 0,76% di due o più etnie. Ispanici o latinos di qualunque razza erano il 90,15% della popolazione.
C'erano 42 nuclei familiari di cui il 45,2% avevano figli di età inferiore ai 18 anni, l'81.0% erano coppie sposate conviventi, il 9,5% aveva un capofamiglia femmina senza marito, e il 4,8% erano non-famiglie. Il 4,8% di tutti i nuclei familiari erano individuali e nessuno nucleo familiare aveva una persona di 65 anni di età o più che viveva da sola. Il numero di componenti medio di un nucleo familiare era di 3,14 e quello di una famiglia era di 3,23.
La popolazione era composta dal 31,8% di persone sotto i 18 anni, il 9,1% di persone dai 18 ai 24 anni, il 25,8% di persone dai 25 ai 44 anni, il 22,0% di persone dai 45 ai 64 anni, e l'11,4% di persone di 65 anni o più. L'età media era di 34 anni. Per ogni 100 femmine c'erano 116,4 maschi. Per ogni 100 femmine dai 18 anni in giù, c'erano 104,5 maschi.
Il reddito medio di un nucleo familiare era di 31.250 dollari, e quello di una famiglia era di 31.250 dollari. I maschi avevano un reddito medio pro capite di 20.568 dollari contro i 6.250 dollari delle femmine. Il reddito medio pro capite era di 6.256 dollari. C'erano il 37,5% delle famiglie e il 44,7% della popolazione che vivevano sotto la soglia di povertà, incluso il 64,8% di persone sotto i 18 anni e nessuno sopra i 64 anni.